# Hamangiacultuur
Hamangia was een middenneolithische cultuur in de Dobroedzja op de oostelijke oever van de Donau in Roemenië en in het noordoosten van Bulgarije. De cultuur is genoemd naar de vindplaats Baia-Hamangia.

## Aardewerk

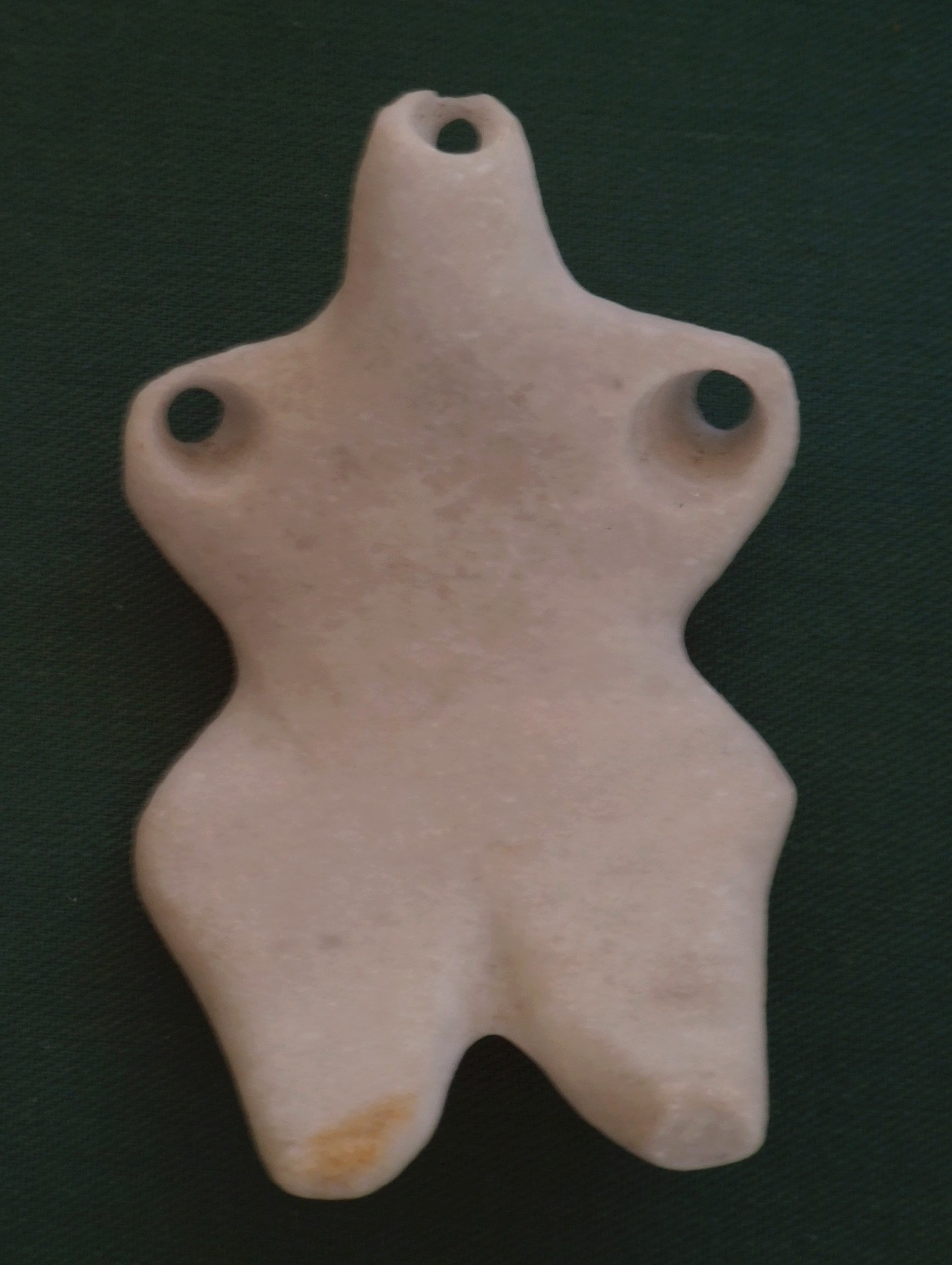
Gestileerde vrouwenfiguur

Typerend voor de cultuur zijn beschilderde potten met ingewikkelde geometrische patronen gebaseerd op spiraalmotieven. Er zijn potten en brede schalen aangetroffen.

## Beeldjes
De van aardewerk gemaakte beeldjes zijn gewoonlijk sterk gestileerd en tonen staande naakte gezichtsloze vrouwen met geaccentueerde borsten en billen. De beeldjes die bekendstaan als "De denker" en "Zittende vrouw" worden als meesterwerken van de neolithische kunst beschouwd.

## Chronologie
H. Todorova heeft de Hamangiacultuur in vier fasen onderverdeeld. De cultuur begon in het 6e millennium v.Chr. De cultuur is verbonden met de neolithisering van de Donaudelta en de Dobroedzja en bevat elementen van de Vinčacultuur, Dudeşticultuur en van Karanovo III maar kan het product zijn geweest van autochtone jager-verzamelaars. De Hamangiacultuur was gekenmerkt door een grote stabiliteit en ging zonder duidelijke breuk over in de eneolithische Boiancultuur en Gumelnițacultuur.

## Nederzettingen
De mensen woonden in rechthoekige huizen met een of twee kamers, gebouwd van tenen en leem, met soms een fundering van steen (Durankulak). De huizen stonden meestal in een rechthoekig raster en vormden misschien kleine heuvels. De nederzettingen lagen langs de kust, aan de oevers van meren en op de lage terrassen van de rivier, soms in grotten.

## Graven

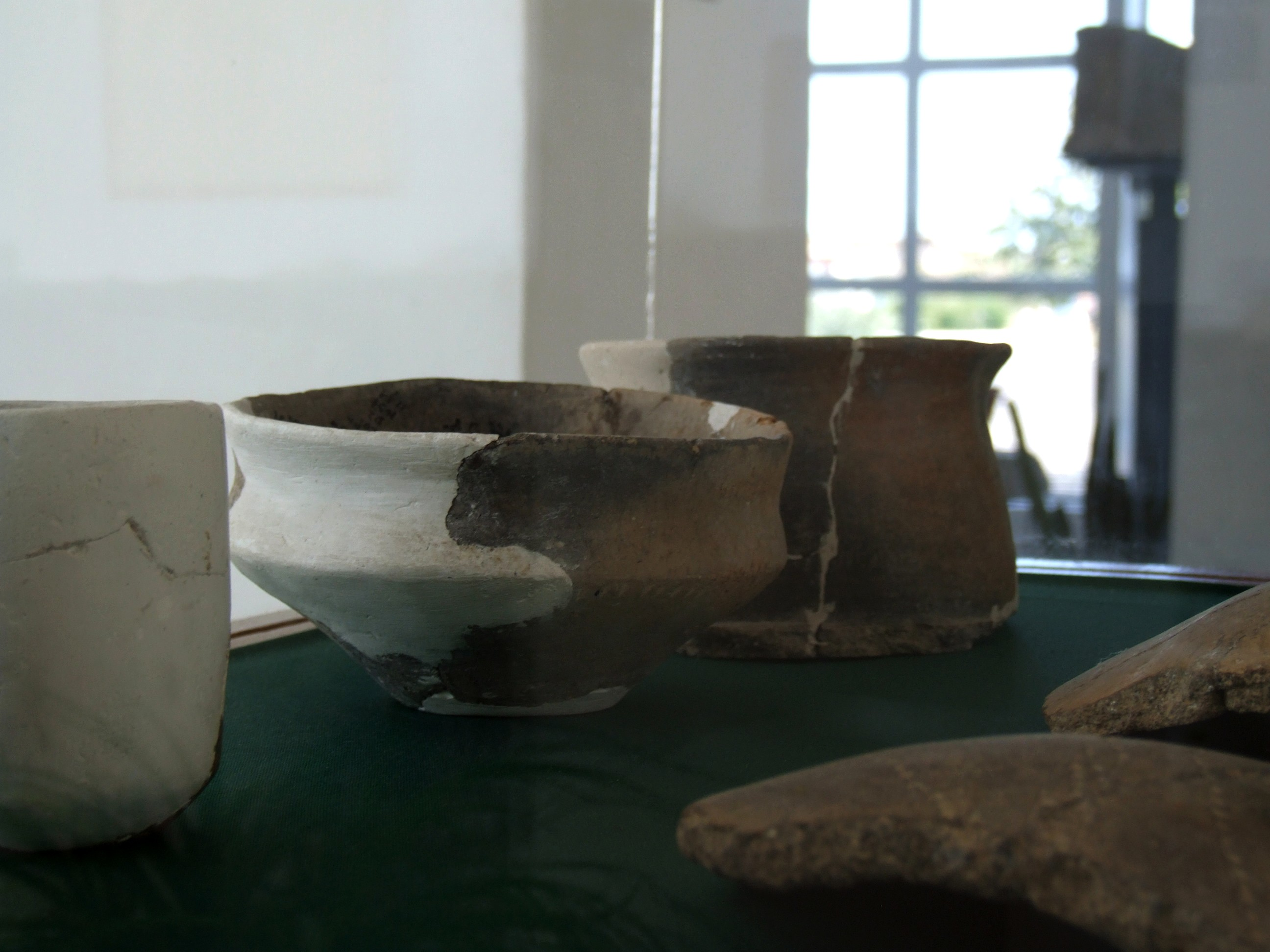
Aardewerk

De doden werden uitgestrekt of gehurkt (hurkgraf) begraven. In Hamangia I werd bij de grafgiften geen aardewerk gevonden. Tot de grafgiften behoren vuursteen, bewerkte schelpen, werktuigen van been en van schelpen gemaakte sieraden.

## Belangrijke vindplaatsen
- Cernavodă, de necropolis waar de beroemde beeldjes "De denker" en "Zittende vrouw" zijn ontdekt
- de vindplaats Baia-Hamangia, in 1953 ontdekt langs het Goloviţameer, dicht bij de kust van de Zwarte Zee, in de Roemeense streek Dobroedzja.
- Durankulak in Bulgarije